# Il racconto del mercante
Il racconto del mercante (Merchant's Prologue and Tale) è la decima novella raccontata ne I racconti di Canterbury di Geoffrey Chaucer.

## Trama
Racconta la storia di un vecchio e acciaccato cavaliere, January (gennaio), che è sposato con la bella e giovane May (maggio). Essa però non è innamorata del marito, ma del giovane paggio Damian, che vuole al più presto incontrare. L'occasione si presenta quando il vecchio January diventa cieco, ma nonostante questo riesce a tenere sempre sotto controllo la giovane moglie, essendone molto geloso.
Un giorno May riesce a mettersi d'accordo con Damian e decide di incontrarlo presso un pero che si trova nel giardino di January. La giovane riesce ad allontanarsi dal marito e a salire sull'albero con una scusa, ma il dio Plutone decide di ridare la vista a January proprio mentre i due amanti sono nudi sopra l'albero. January vede quindi la moglie insieme al paggio, che fugge di corsa, ed è molto adirato. May però ha la scusa pronta grazie all'intervento della dea Persefone, e dice al marito che quello a cui ha assistito in realtà era uno scherzo della vista appena riacquistata.
Il vecchio crede alla moglie e se ne torna a casa, contento per l'inattesa guarigione.

## Fonti
La trama è ispirata, con qualche adattamento, a quella di un'opera licenziosa in latino medievale del XII secolo, la commedia elegiaca Lidia, secondo alcuni del francese Arnolfo di Orléans. La commedia era già servita di ispirazione a Giovanni Boccaccio per l'episodio di Lidia, Nicostrato e Pirro, nella nona novella della VII giornata del Decameron.
Un racconto simile è attestato anche nella tradizione medio-orientale, con Le mille e una notte e il Masnavi.